# Obelia striata
Obelia striata is een hydroïdpoliep uit de familie Campanulariidae. De poliep komt uit het geslacht Obelia. Obelia striata werd in 1907 voor het eerst wetenschappelijk beschreven door Clarke. 